# Uckermark
Uckermark er et historisk landskab (de) i det nordøstlige Tyskland. Det drejer sig om området i de tidligere  Uckermärkischer Kreis og Stolpirischer Kreis i Mark Brandenburg. Den største del af Uckermark ligger i dag i de tre Landkreise Uckermark, Oberhavel og Barnim i den tyske delstat Brandenburg. En mindre del hører dog til i Vorpommern i delstaten Mecklenburg-Vorpommern. Uckermark opstod formelt ved Landin Traktaten fra  1250, som beskriver overgangen af herredømmet over Uckerland fra de Pommerske hertuger til  Markgrevskabet Brandenburg, der allerede havde overtaget  Uckerland syd for  Welse i 1230. Dette forenede Uckerland (terra ukera) er først da, i  senmiddelalderen blevet betegnet som Uckermark.

## Geografi
Det frugtbare bakkede morænelandskab  krydses af kæden af søer med Ober- og Unteruckersee, og er i den sydlige del overvejende bevokset med 
bøgeskov. Ud over de store Uckerseen er der adskillige mindre søer. De fleste søer er dannet i sidste istid for 15.000 år siden. Den store rigdom af søer er karakteristisk for det unge morænelandskab i den nordøstlige del af  Brandenburg. Alene i biosfærereservatet Schorfheide-Chorin ligger over  250 søer. Mange tilbageblevne klippeblokke, såkaldte vandreblokke, giver belæg for at det stammer fra   gletschere fra Skandinavien.
Uckermark ligger mellem floderne Oder, Welse, Randow, Finow og Havel, uden at disse  udgør grænsen overalt. Området grænser mod nord til Mecklenburg og Pommern, mod øst til Pommern og Neumark, mod syd til  Neumark og Mittelmark (Barnim) samt mod vest til  Mittelmark (Land Löwenberg, Ruppiner Land) og Mecklenburg (Fürstenberger Werder).
Traditionelt regnes byen Prenzlau som hovedby i Uckermark. Andre byer var omkring 1800 Angermünde, Brüssow, Greiffenberg, Joachimsthal, Lychen, Schwedt, Strasburg, Templin, Vierraden og Zehdenick. Flækker var omkring 1800 Boitzenburg, Fredenwalde, Fürstenwerder, Gerswalde, Gramzow, Löcknitz, Niederfinow og Stolpe.

## Naturbeskyttelse
I Uckermark ligger mod øst Nationalpark Nedre Odertal. Mod syd ligger biosfærereservatet Schorfheide-Chorin og   UNESCO-verdensnaturområde Naturschutzgebiet Grumsiner Forst/Redernswalde. I vest ligger Naturpark Uckermärkische Seen med et areal på  897 km² og over  220 søer.
Uckermark fik  13. maj 2013 en førstepris for bæredygtighed i en national konkurrence mellem  turistestinationer.